# Oplotnica
Oplotnica este o localitate din comuna Oplotnica, Slovenia, cu o populație de 1.333 de locuitori.